# Clytra laeviuscula
Clytra laeviuscula är en skalbaggsart som beskrevs av Julius Theodor Christian Ratzeburg 1837. Clytra laeviuscula ingår i släktet Clytra, och familjen bladbaggar. Arten har ej påträffats i Sverige.

## Bildgalleri

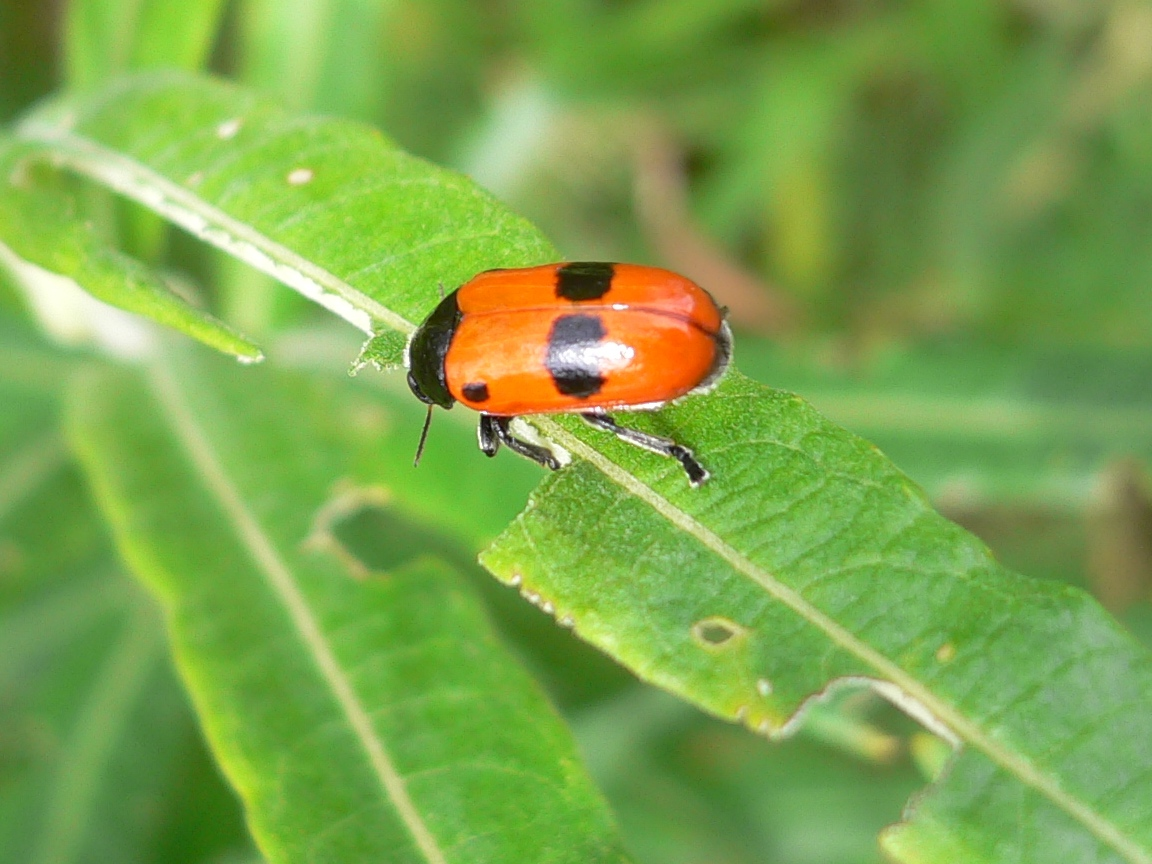
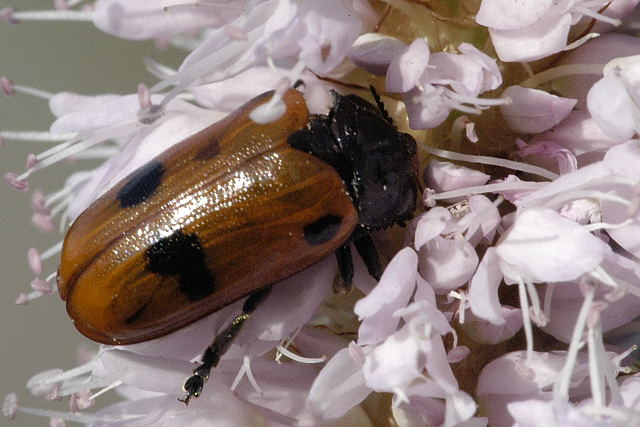
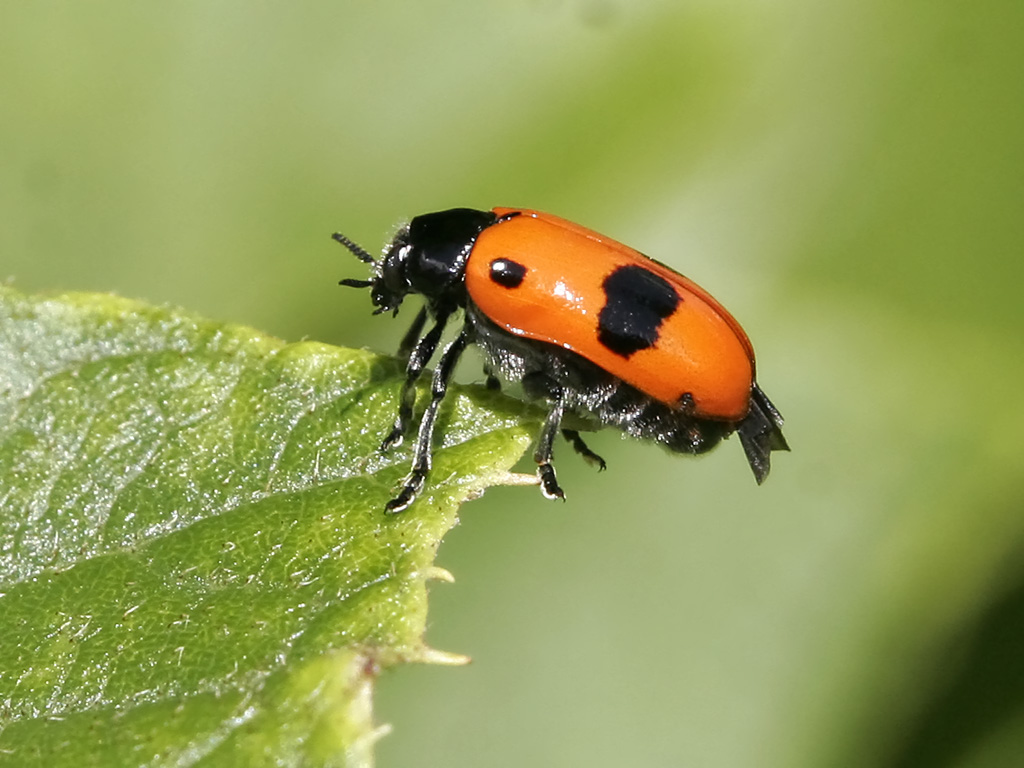
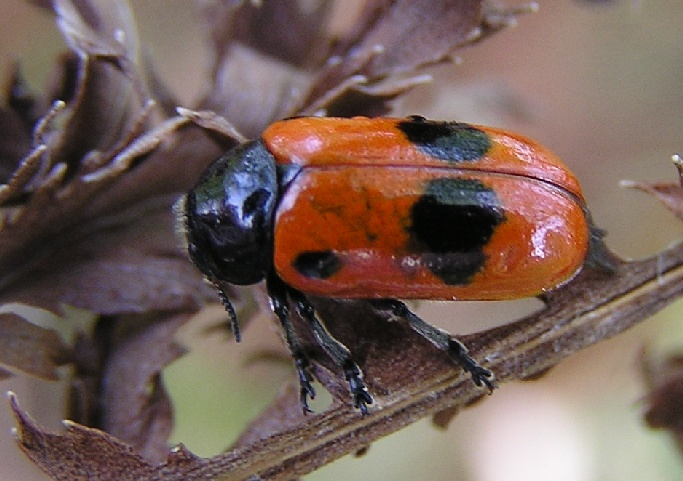
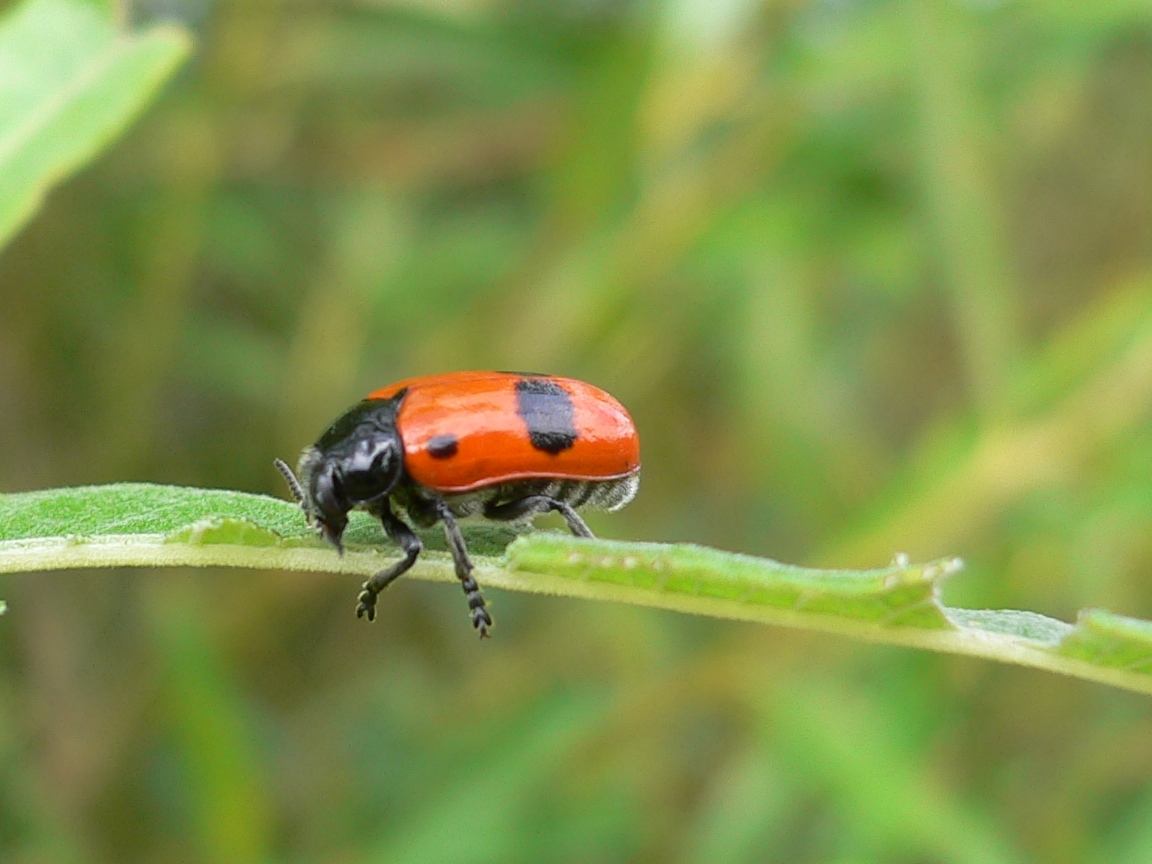
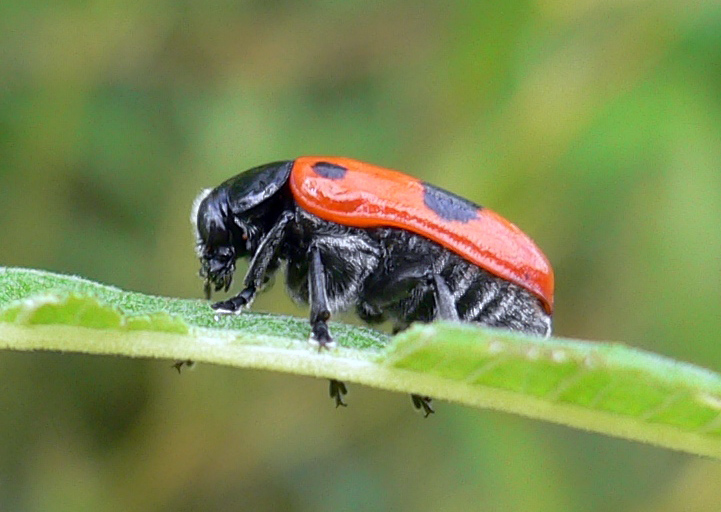